# 3822 Segovia
A 3822 Segovia (ideiglenes jelöléssel 1988 DP1) a Naprendszer kisbolygóövében található aszteroida. Tsutomu Seki fedezte fel 1988. február 21-én.